# Love Runs Out
"Love Runs Out" là một bài hát được thu âm bởi ban nhạc pop rock Mỹ OneRepublic cho phiên bản tái phát hành của album phòng phòng thu thứ ba của họ, Native (2013). Nó được viết bởi Ryan Tedder, Brent Kutzle, Drew Brown, Zach Filkins và Eddie Fisher với việc sản xuất bài hát được thực hiện bởi Tedder.

## Danh sách bài hát
- Tải kỹ thuật số[1]

1. "Love Runs Out" – 3:44

## Bảng xếp hạng
| BXH (2014)                            | Vị trí cao nhất |
| ------------------------------------- | --------------- |
| Úc (ARIA)                             | 22              |
| Áo (Ö3 Austria Top 40)                | 3               |
| Bỉ (Ultratip Flanders)                | 1               |
| Canada (Canadian Hot 100)             | 4               |
| Cộng hòa Séc (Rádio Top 100)          | 33              |
| Đan Mạch (Tracklisten)                | 13              |
| Đức (GfK)                             | 3               |
| Hungary (Rádiós Top 40)               | 5               |
| Hungary (Single Top 40)               | 15              |
| Ireland (IRMA)                        | 14              |
| Italy (FIMI)                          | 17              |
| Luxembourg (Billboard)                | 2               |
| Hà Lan (Dutch Top 40)                 | 29              |
| New Zealand (Recorded Music NZ)       | 20              |
| Ba Lan (Polish Airplay Top 100)       | 6               |
| Scotland (OCC)                        | 1               |
| Slovakia (Rádio Top 100)              | 31              |
| South Africa (EMA)                    | 8               |
| Thụy Điển (Sverigetopplistan)         | 31              |
| Thụy Sĩ (Schweizer Hitparade)         | 3               |
| Anh Quốc (OCC)                        | 3               |
| Hoa Kỳ Billboard Hot 100              | 15              |
| Hoa Kỳ Adult Contemporary (Billboard) | 19              |
| Hoa Kỳ Adult Pop Airplay (Billboard)  | 4               |
| Hoa Kỳ Pop Airplay (Billboard)        | 9               |

### Chứng nhận
| Quốc gia                                  | Chứng nhận | Số đơn vị/doanh số chứng nhận |
| ----------------------------------------- | ---------- | ----------------------------- |
| Úc (ARIA)                                 | Vàng       | 35.000^                       |
| Canada (Music Canada)                     | Bạch kim   | 80.000^                       |
| ^ Chứng nhận dựa theo doanh số nhập hàng. |            |                               |

## Lịch sử phát hành
| Nước    | Ngày                | Định dạng              | Hãng thu âm                            |
| ------- | ------------------- | ---------------------- | -------------------------------------- |
| Úc      | 15 tháng 4 năm 2014 | Tải kỹ thuật số        | Mosley Music Group, Interscope Records |
| Áo      | 15 tháng 4 năm 2014 | Tải kỹ thuật số        | Mosley Music Group, Interscope Records |
| Hà Lan  | 15 tháng 4 năm 2014 | Tải kỹ thuật số        | Mosley Music Group, Interscope Records |
| Thụy Sĩ | 15 tháng 4 năm 2014 | Tải kỹ thuật số        | Mosley Music Group, Interscope Records |
| Hoa Kỳ  | 6 tháng 5 năm 2014  | Contemporary hit radio | Mosley Music Group, Interscope Records |
| Đức     | 6 tháng 6 năm 2014  | Tải kỹ thuật số        | Mosley Music Group, Interscope Records |
| Ireland | 11 tháng 7 năm 2014 | Tải kỹ thuật số        | Mosley Music Group, Interscope Records |
| Anh     | 13 tháng 7 năm 2014 | Tải kỹ thuật số        | Mosley Music Group, Interscope Records |